# Székely János (író)
Székely János, írói álnevén John Pen, született Freund (Budapest, Terézváros, 1901. július 7. – Kelet-Berlin, 1958. december 16.) Oscar-díjas magyar származású író, forgatókönyvíró.
A filmszakmában, az Egyesült Államokban használta a Hans Székely és John S. Toldy művészneveket is.

## Élete
Székely (Freund) Áron ügyvéd és Schnürmacher Paula (1871–1953) fia. A budapesti kereskedelmi akadémián tanult. Első verse 1919-ben (Üzenetek a csendben) Kassák Lajos Ma című lapjában jelent meg. A Tanácsköztársaság bukása után Berlinbe emigrált, és forgatókönyveket kezdett írni. Ő írta az egyik első hangosfilmet Európában: Melodie des Herzens (Vasárnap délután, 1929), és olyan filmcsillagokkal dolgozott együtt, mint Brigitte Helm, Willy Fritsch, Marlene Dietrich vagy Emil Jannings. 1934-ben Ernst Lubitsch állást kínált neki Hollywoodban, így 1938-ban Székely kivándorolt az Egyesült Államokba, ahol mind némafilmek, mind hangosfilmek keresett forgatókönyvírójává vált. 1940-ben az Arise, my Love (Ébredj, szerelmem!) című film forgatókönyvéért Oscar-díjjal tüntették ki. A mccarthyzmus alatt elhagyta az USA-t. 1950-ben Mexikóba költözött, majd családostól haza akart költözni Magyarországra, ezért 1957-ben Kelet-Berlinbe mentek, ahol szintén a filmkészítésben dolgozott 1958-ban bekövetkezett haláláig. Felesége és leánya hazaköltözött.
Legismertebb, önéletrajzi ihletésű regénye, a Kísértés az ötvenes években több országban is megjelent, majd – az utóbbi években történt újrafelfedezéséig – feledésbe merült.
Lánya, Székely Kati színésznő.

## Magánélete
Első felesége Kádár Móric és Schwarz Rudolfina lánya, Erzsébet volt, akit 1922. február 28-án Budapesten vett nőül. 1931-ben elvált tőle. Második felesége Bársony Erzsi, akit 1938-ban vett feleségül.

## Regények
- You can’t do that to Swoboda, 1940
- Kísértés, 1949[11] (Első kiadás: Temptation címen, John Pen néven az USA-ban, 1946-ban.)

## Forgatókönyvek
- Die namenlosen Helden (1923)
- Ungarische Rhapsodie (Berlin, 1928)
- Magyar Rapszódia (Budapest, 1928)
- Vasárnap délután (Budapest, 1929)
- Asphalt (Berlin, 1929)
- Die wunderbare Lüge der Nina Petrowna (Berlin, 1929)
- Manolescu (Berlin, 1929)
- Die singende Stadt (Berlin, 1930)
- Gloria (Berlin, 1931)
- Ich bei Tag und Du bei Nacht (Berlin, 1932)
- Die schönen Tage in Aranjuez (Berlin, 1933)
- Perlen zum Glück (Hollywood. 1936)
- Dramatic School (Hollywood, 1939)
- Arise, My Love (Hollywood, 1940)
- Give us this Day (Hollywood, 1949)
- Geschwader Fledermaus (Berlin, 1958)

## További információ
- Székely János az Internet Movie Database-ben (angolul)